# Frullania pocsantha
Frullania pocsantha là một loài Rêu trong họ Jubulaceae. Loài này được Thaithong & S. Hatt. mô tả khoa học đầu tiên năm 1977.